# Grimsta
Grimsta est un quartier du district d'Hässelby-Vällingby à Stockholm en Suède.

## Description
Grimsta est un quartier de Västerort.
Il est limitrophe des quartiers de  Hässelby strand, Hässelby gård, Vällingby, Råcksta et  Blackeberg ainsi que Lovön dans la commune d'Ekerö.
Le quartier comprend la réserve naturelle de Grimsta (sv).
Grimsta a été créée en 1956.
La superficie du district est d'environ 2,66 kilomètres carrés.

## Bâtiments
La plupart des immeubles de Grimsta ont été construits par la société immobilière municipale Svenska Bostäder. La partie centrale du quartier a été construite en 1953-1955, les maisons des parties sud et nord ont été construites en 1956-1958. La plupart des maisons de la zone médiane sont constituées de maisons de quatre étages disposées en angle, construites en forme de méandre avec de grandes cours protégées du vent.
Quelques maisons expérimentales ont également été construites, notamment à Kanngjutargränd, où un immeuble de grande hauteur de douze étages et trois bâtiments de trois à quatre étages ont été construits en 1953-1954. La plupart des maisons de Grimsta ont été conçues par Hjalmar Klemming, architecte en chef de Svenska Bostäder.
Au début et au milieu des années 1990, le Svenska Bostäder a continué à construire quelques immeubles résidentiels supplémentaires dans les îlots urbains de Guldet, Silvret, Svavlet et Fosforn, à l'est et à l'ouest de Grimstaskolan et à Grimstagatan.
L'école de Grimsta a été construite en 1956-1957. Les architectes étaient Gösta Nordin et Olof Ellner.
Dans son hall se trouvent des peintures murales d'Einar Forseth.
Parmi les anciens élèves de l'école citons Kenta Gustafsson, Stoffe et Benny Andersson.

## Terrains de sport
A Grimsta il y a un grand terrain de sport ; Grimsta IP.
Il compte plusieurs terrains de football et l'arène de IF Brommapojkarna.
A l'arène se trouve également la salle PEAB.
À environ 500 mètres au sud de Grimsta IP se trouve Grimstafältet, un grand pré pour le sport et le Modélisme aérien.

## Galerie

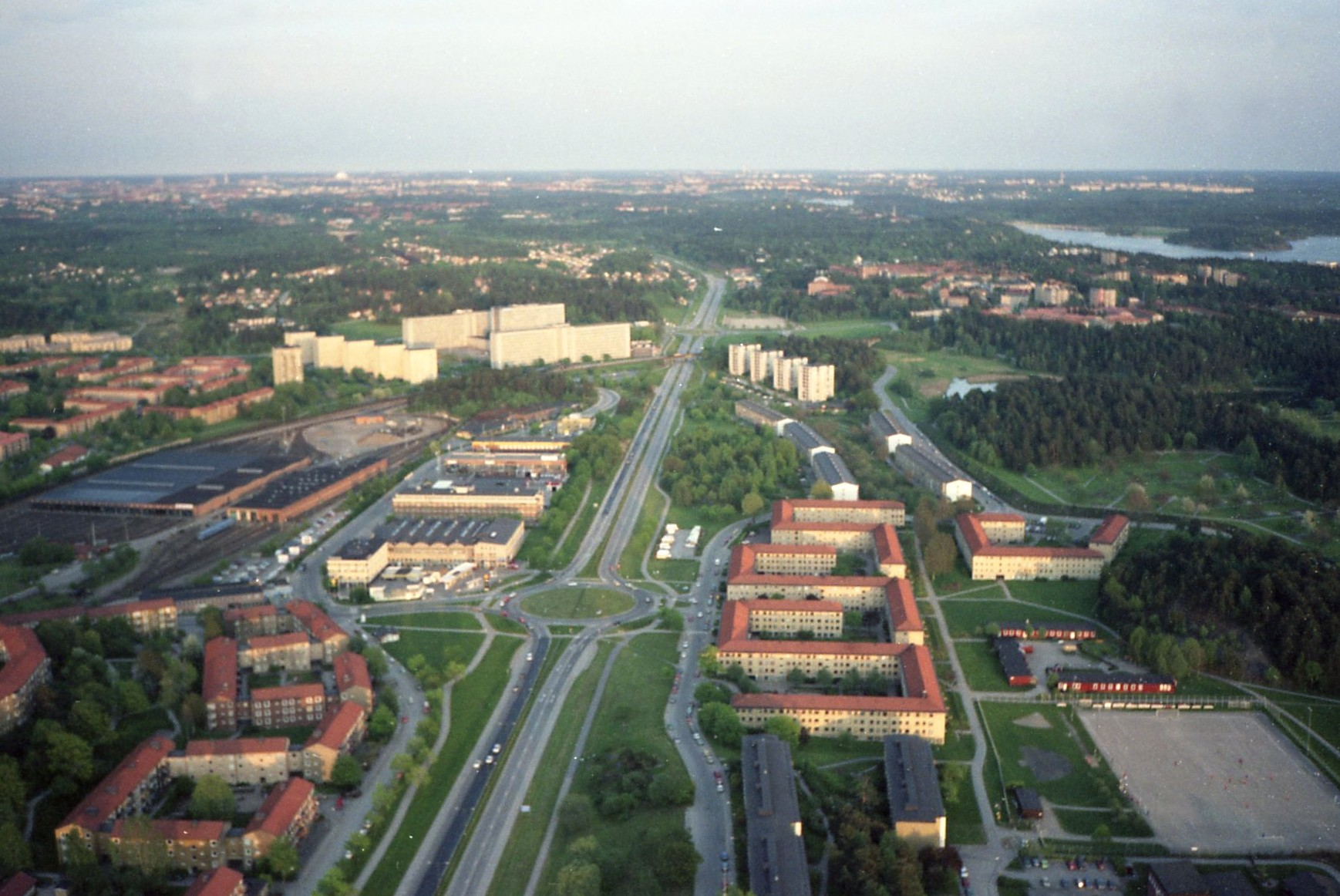
Bergslagsvägen est la frontière entre Grimsta (à gauche) et Råcksta (à gauche).
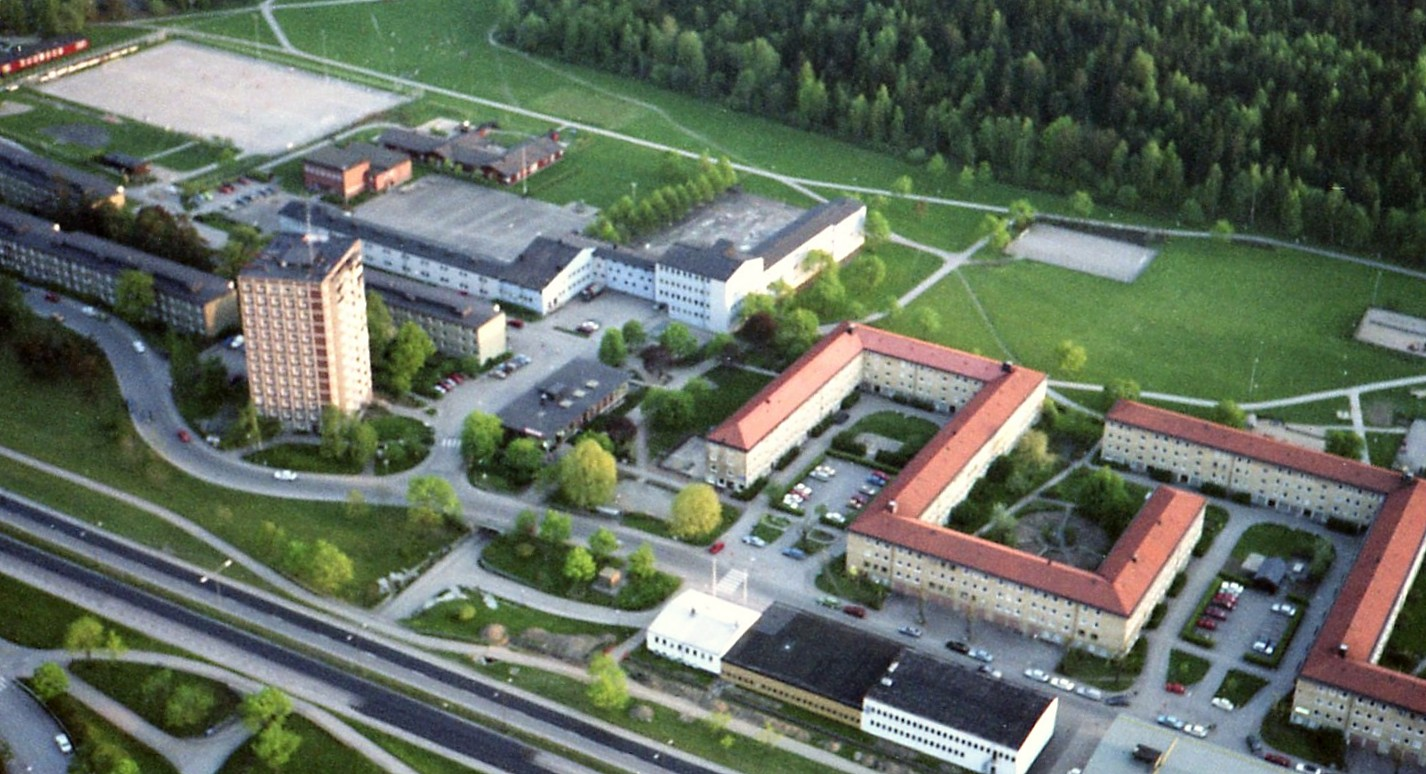
Bergslagsvägen depuis une montgolfière à hauteur de Grimsta (et Grimstaskolan) au sud en mai 1988.
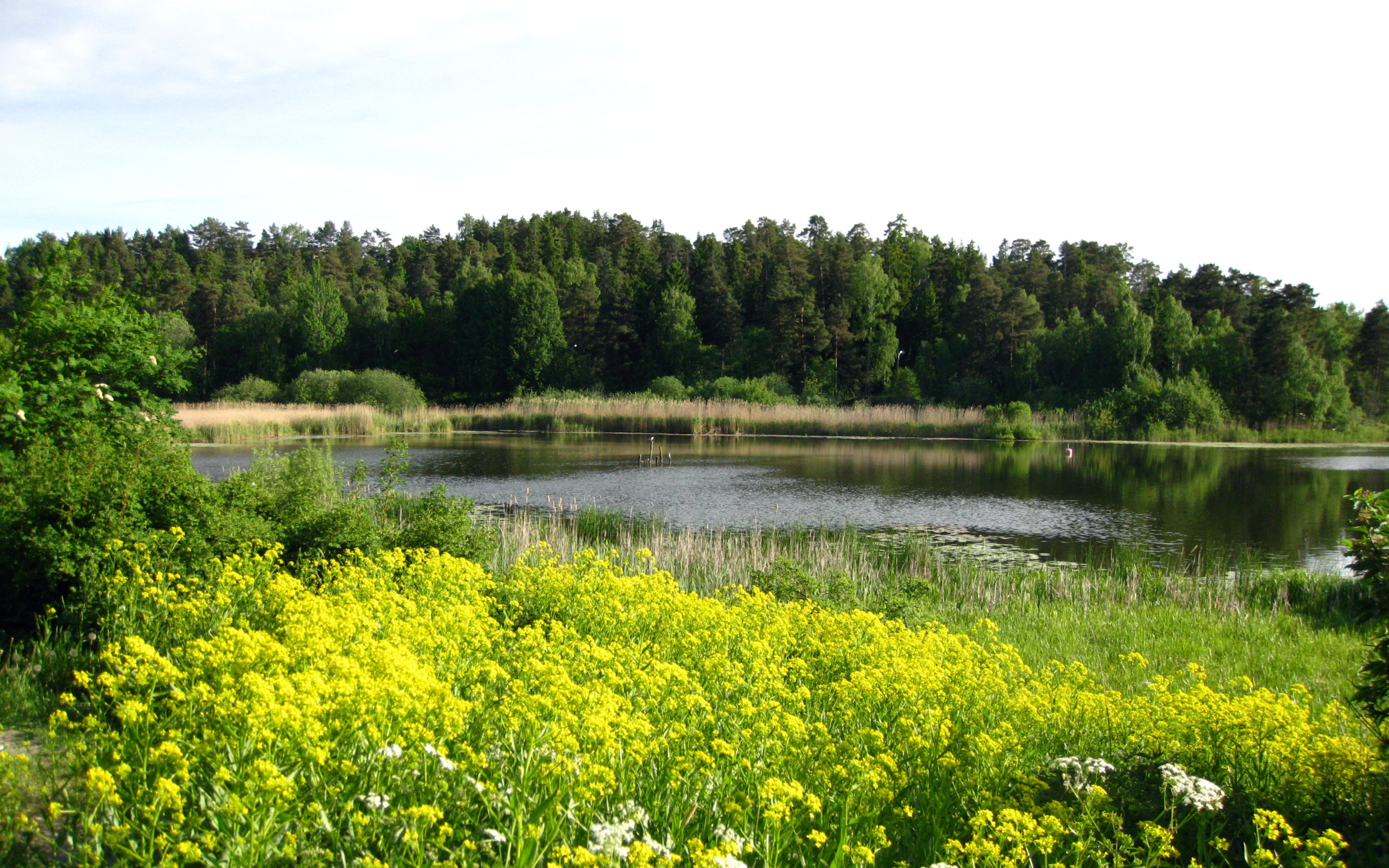
Råcksta träsk.
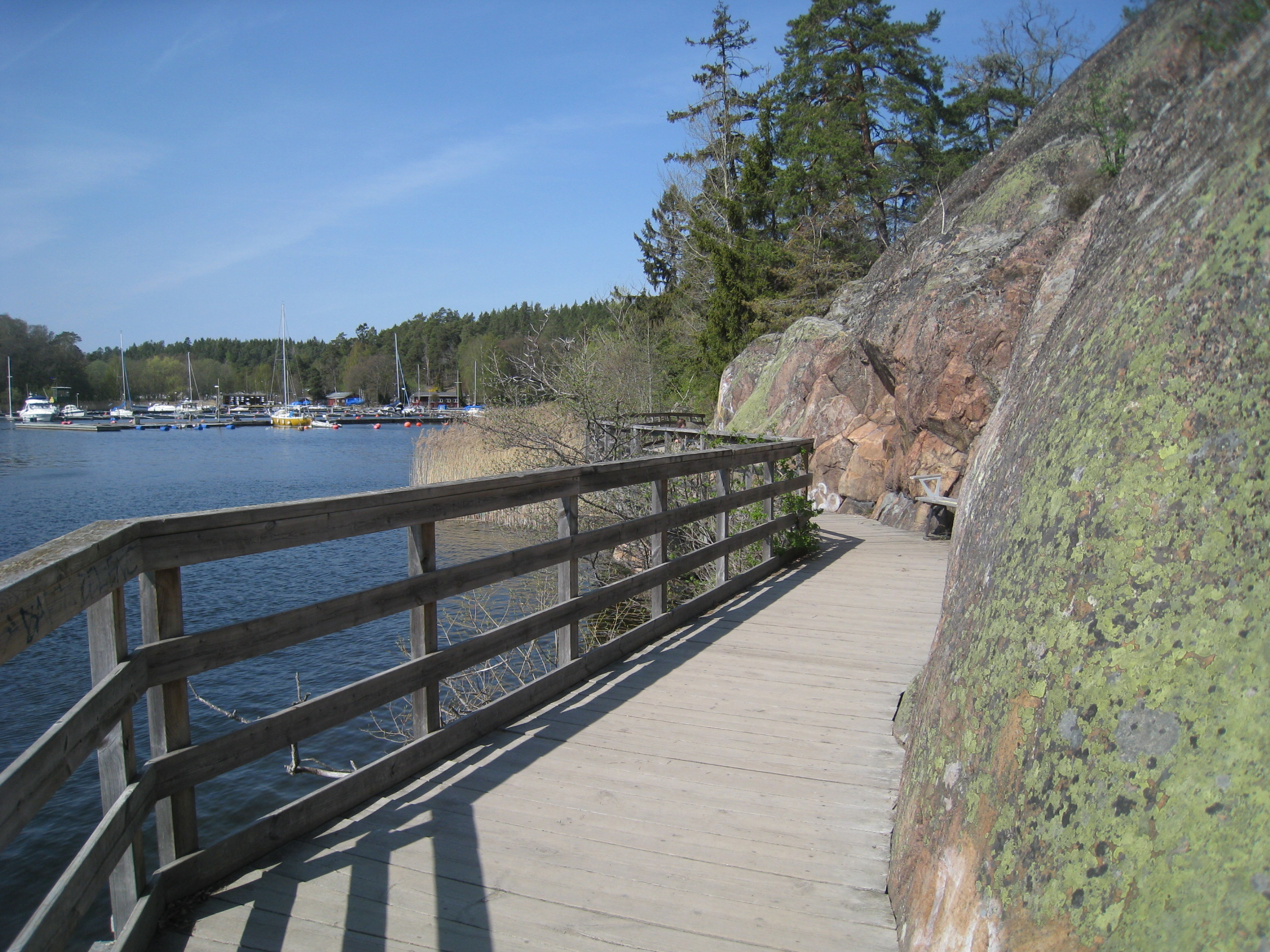
Promenade de la plage de Blackeberg.